# (400377) 2007 XL42
(400377) 2007 XL42 es un asteroide perteneciente al cinturón de asteroides descubierto el 8 de noviembre de 2007 por el equipo del Mount Lemmon Survey desde el Observatorio del Monte Lemmon, Arizona, Estados Unidos.

## Designación y nombre
Designado provisionalmente como 2007 XL42.

## Características orbitales
2007 XL42 está situado a una distancia media del Sol de 2,612 ua, pudiendo alejarse hasta 3,039 ua y acercarse hasta 2,185 ua. Su excentricidad es 0,163 y la inclinación orbital 2,868 grados. Emplea 1542,76 días en completar una órbita alrededor del Sol.

## Características físicas
La magnitud absoluta de 2007 XL42 es 17,4. 